# 东桑朗县
东桑朗县（英語：East Siang district）是印度阿鲁纳恰尔邦的一个县。该县北部部分地区位于中印争议的“藏南地区”中；中华人民共和国不承认印度对该争议区域的主权，行政区划上将其划归西藏自治区错那县管辖。总面积1,665平方公里，总人口70,956(2011年)。

## 行政區劃
該縣下轄五個行政區：
- Panging
- Nari-Koyu
- Pasighat West（争议地区）
- Pasighat East
- Mebo（北部为争议地区）